# James Parks
James Jean Parks (Contea di Ventura, 16 novembre 1968) è un attore statunitense.

## Biografia
È figlio dell'attore Michael Parks, con il quale ha lavorato nei film Kill Bill vol. 1, Kill Bill: Volume 2, Grindhouse - A prova di morte, diretti da Quentin Tarantino e In ascolto diretto da Giacomo Martelli. Con Tarantino ha lavorato anche nei successivi Django Unchained e The Hateful Eight.

## Filmografia parziale

### Cinema
- Fuoco cammina con me (Twin Peaks: Fire Walk with Me), regia di David Lynch (1992)
- Dal tramonto all'alba 2 - Texas, sangue e denaro (From Dusk Till Dawn 2: Texas Blood Money), regia di Scott Spiegel (1999)
- Kill Bill: Volume 1 (Kill Bill: Vol. 1), regia di Quentin Tarantino (2003)
- Kill Bill: Volume 2, regia di Quentin Tarantino (2004)
- In ascolto, regia di Giacomo Martelli (2006)
- Grindhouse - A prova di morte (Death Proof), regia di Quentin Tarantino (2007)
- Machete, regia di Ethan Maniquis (2010)
- Django Unchained, regia di Quentin Tarantino (2012)
- The Hateful Eight, regia di Quentin Tarantino (2015)
- The Elevator, regia di Massimo Coglitore (2015)

### Televisione
- Star Trek: Voyager – serie TV, episodio 3x03 (1996)
- Buffy l'ammazzavampiri – serie TV, episodio 2x12 (1998)
- X-Files (The X-Files) – serie TV, episodio 9x09 (2002)
- Deadwood – serie TV, episodio 1x01 (2004)
- CSI - Scena del crimine (CSI: Crime Scene Investigation) – serie TV, episodio 6x16 (2006)
- 24 – serie TV, episodio 6x03 (2007)
- NCIS - Unità anticrimine (NCIS) – serie TV, episodio 5x11 (2008)
- True Blood – serie TV, 4 episodi (2008-2014)
- The Son - Il figlio (The Son) – serie TV, 13 episodi (2017-2019)
- The Walking Dead – serie TV, episodi 10x06 - 10x07 (2019)
- Bones – serie TV, episodio 1x17 (2005)

## Doppiatori italiani
Nelle versioni in italiano delle opere in cui ha recitato, James Parks è stato doppiato da:
- Luigi Ferraro in Kill Bill: Volume 1, The Son - Il figlio
- Gaetano Varcasia in Buffy l'ammazzavampiri
- Daniele Barcaroli in The District
- Roberto Certomà in CSI - Scena del crimine
- Pasquale Anselmo in In ascolto
- Franco Mannella in The Hateful Eight